# Douglas A-1 Skyraider
Дуглас A-1 «Скайрейдер» (англ. Douglas A-1 Skyraider; до 1962 года носил обозначение AD-6) — американский штурмовик, разработанный фирмой Дуглас в 1945 году. Считавшийся морально устаревшим в эру реактивной авиации, поршневой «Скайрейдер» четверть века состоял на вооружении ВВС и ВМС США. С большим успехом применялся в Корейской и Вьетнамской войнах.

## История
«Скайрейдер» изначально создавался как одноместный палубный пикирующий бомбардировщик/торпедоносец с большой дальностью полёта. Заказ на самолёт поступил в июле 1944 года. Проектированием занимался Эд Хайнеманн, один из известнейших американских авиаконструкторов. Прототип XBT2D-1 впервые поднялся в воздух 18 марта 1945 года — слишком поздно, чтобы попасть на Тихоокеанский театр военных действий. После завершения испытаний самолёт получил официальное обозначение AD-1 и в декабре 1946 года начал поступать на вооружение ВМС США.
Серийный выпуск «Скайрейдера» был налажен на заводе Эль-Сегундо (Калифорния); в период 1949—1950 годов темп производства составлял два самолёта в день. Всего до прекращения производства в 1957 году было построено 3180 самолётов. После стандартизации системы обозначений самолётов ВВС и ВМС в 1962 году семейство «Скайрейдеров» получило обозначение A-1. В США последние машины этого типа были сняты с вооружения в начале 1970-х годов, однако в других странах они продолжали летать ещё некоторое время.
«Скайрейдер» был более тяжёлым и менее скоростным, чем современные ему истребители-бомбардировщики P-51 и F4U, однако имел и ряд существенных преимуществ. За счёт отказа от второго члена экипажа (стрелка) была существенно повышена боевая нагрузка. Число узлов подвески вооружения было необычно велико (14 подкрыльевых и 1 подфюзеляжный). Помимо этого, «Скайрейдер» отличался прекрасной манёвренностью, значительными дальностью полёта и временем нахождения в воздухе. Малая скорость позволяла наносить более точные удары. Самолёт имел бронезащиту, значительно повышавшую его боевую живучесть, чем выгодно отличался от более скоростных истребителей, приспособленных для несения бомб, таких как F4U Corsair или P-51 Mustang, выведенных из боевого состава ВВС задолго до 1960-х гг. Несмотря на свою архаичность, A-1 снискал любовь и уважение среди пилотов, о чём свидетельствует множество данных ему прозвищ: «Спад» (в честь самого массового французского самолёта периода Первой мировой войны SPAD S.XIII), «Сэнди» (Sandy, радиопозывной во время Вьетнамской войны), «Умный пёс» (Able Dog, неофициальная расшифровка аббревиатуры AD), «Бешеный азиатский буйвол» (Crazy Water Buffalo, прозвище в ВВС Южного Вьетнама), Бродяга (Hobo), Зорро, The Big Gun, Old Firefly, Fat Face (модификация AD-5), Гуппи (модификация AD-5W), Q-птица (модификации AD-1Q/AD-5Q) и летающий мусоровоз (модификация A-1E). Пилотами Королевских ВМС Великобритании была сочинена посвящённая A-1 песня «Скайрейдер — на взлёт!».

## На вооружении
Кроме США, «Скайрейдер» состоял на вооружении 7 стран мира.
- Великобритания
- Габон
- Камбоджа
- Франция
- Центральноафриканская Республика
- Чад
- Южный Вьетнам

## Модификации

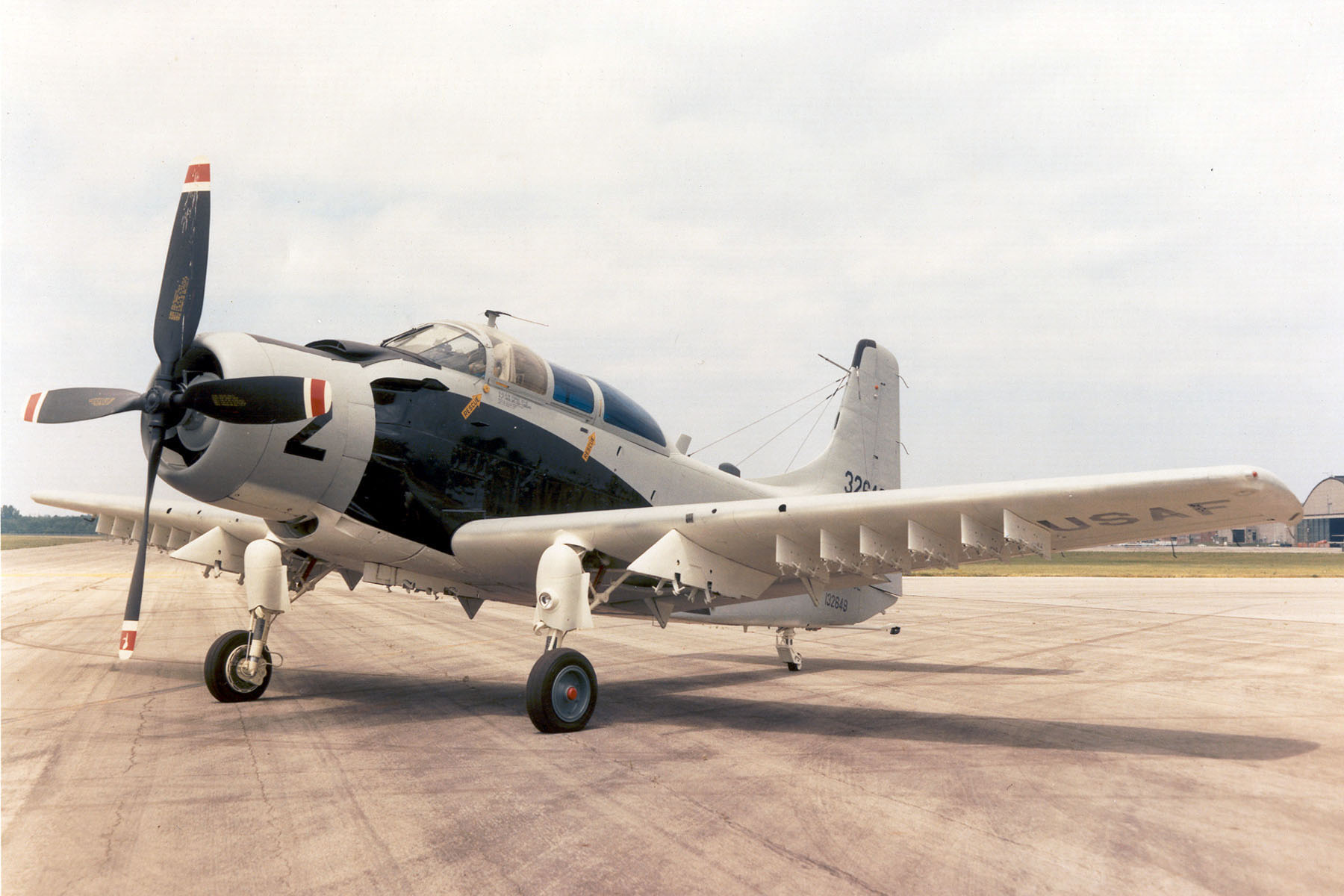
A-1E в Музее ВВС США

- XBT2D-1: прототип самолёта для ВМС США.
- AD-1: первый серийный вариант. Двигатель Райт R-3350 (2500 л. с.).
- AD-1Q: двухместный самолёт радиоэлектронного противодействия.
- AD-1U: вариант со средствами радиоэлектронного противодействия, приспособленный для буксировки мишеней. Не имел вооружения и водяного охлаждения двигателя.
- AD-2: вариант с более мощным двигателем Райт R-3350-26W (3020 л. с.). Получил створки шасси и увеличенный запас топлива.
- AD-2D: неофициальное обозначение AD-2 с дистанционным управлением, предназначенного для сбора радиоактивного материала в атмосфере после ядерных испытаний.
- AD-2Q: двухместный самолёт радиоэлектронного противодействия.
- AD-3: вариант с усиленным фюзеляжем, удлинёнными амортизаторами шасси, перепроектированным винтом и фонарём кабины пилота.
- AD-3N: трёхместный ночной штурмовик.
- AD-3Q: самолёт радиоэлектронного противодействия.
- AD-3QU: буксировщик мишеней.
- AD-3W: самолёт дальнего радиолокационного обнаружения.
- AD-4: вариант с двигателем R-3350-26WA (2700 л. с.), усиленным посадочным крюком, новым радаром и фонарём, более мощным вооружением и другими изменениями.
- AD-4B: носитель ядерного оружия.
- AD-4L: вариант, созданный специально для эксплуатации в зимних условиях на корейском театре военных действий.
- AD-4N: трёхместный ночной штурмовик.
- AD-4NA: модификация AD-4N без оборудования для полёта в ночных условиях. Предназначалась для применения в Корее.
- AD-4NL: модификация AD-4N.
- AD-4Q: двухместный самолёт радиоэлектронного противодействия.
- AD-4W: трёхместный самолёт дальнего радиолокационного обнаружения.

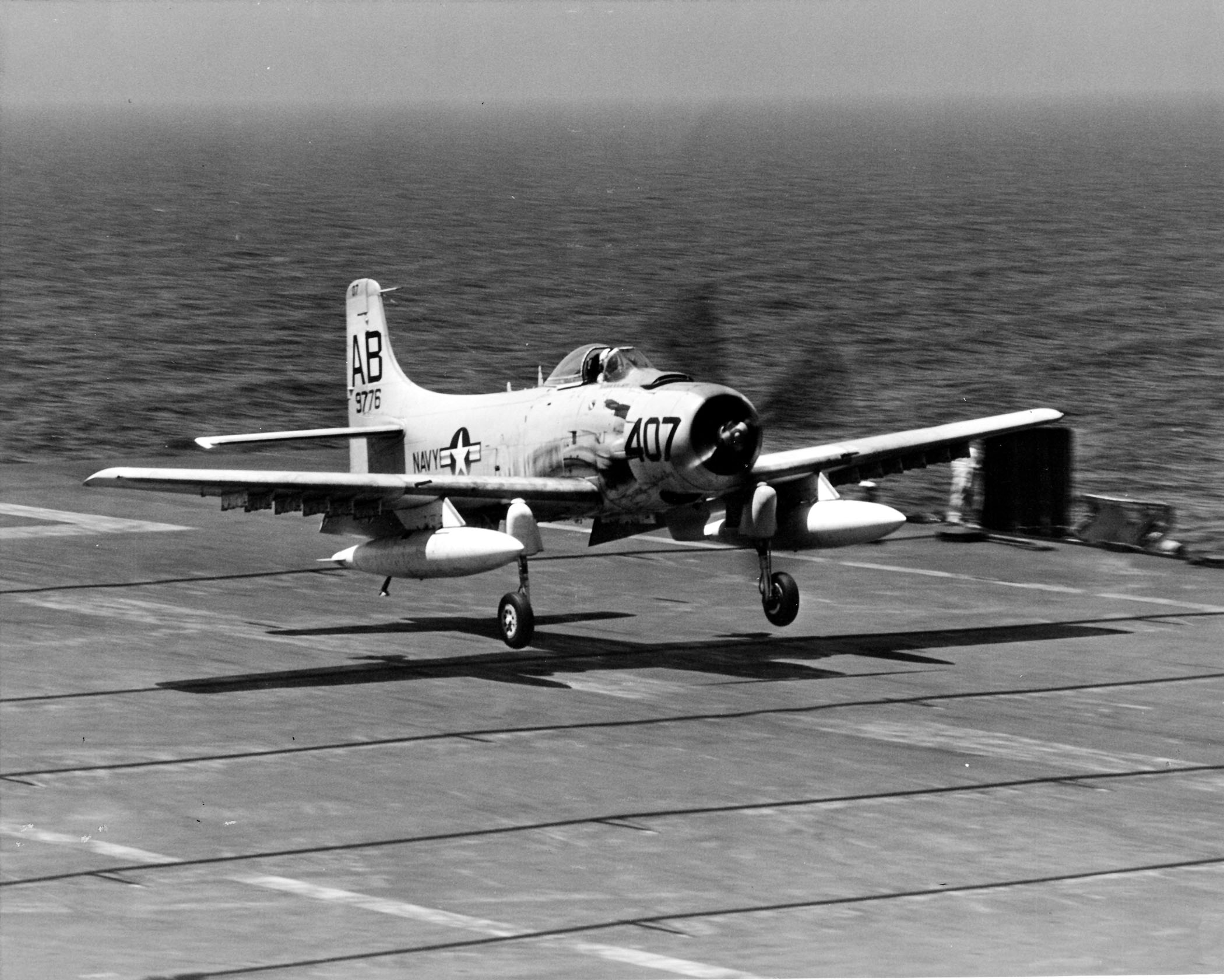
AD-6 из состава 15-й штурмовой эскадрильи ВМС США садится на палубу авианосца «Форрестол», 1957 год

Следующие модификации получили после 1962 года новые обозначения:
- A-1E (AD-5): двухместный штурмовик без тормозных щитков, предназначенных для пикирования.
- A-1G (AD-5N): четырёхместный ночной штурмовик, оснащённый средствами радиоэлектронного противодействия.
- EA-1E (AD-5W): четырёхместный самолёт дальнего радиолокационного обнаружения.
- EA-1F (AD-5Q): четырёхместный самолёт радиоэлектронного противодействия.
- A-1H (AD-6): одноместный пикирующий бомбардировщик.
- A-1J (AD-7): последний вариант «Скайрейдера», оснащённый двигателем R3350-26WB и имеющий продлённый срок эксплуатации.

## Боевое применение

### Корея
Во время Корейской войны A-1 был одним из основных самолётов ВМС США, применялся он и эскадрильями Корпуса морской пехоты. Первые боевые вылеты были совершены 3 июля 1950 года. В Корее «Скайрейдеры» провели единственную в своей истории торпедную атаку, а также одержали одну воздушную победу (По-2, 16 июня 1953 года). По имеющимся данным, за три года войны было потеряно 211 штурмовиков A-1 всех модификаций.

### Вьетнам

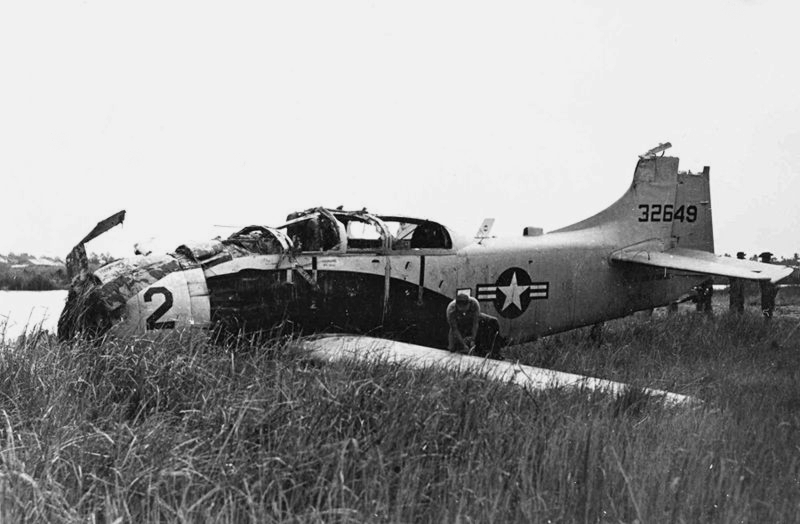
Американский A-1 Skyraider, сбитый во Вьетнаме(впоследствии отремонтирован)

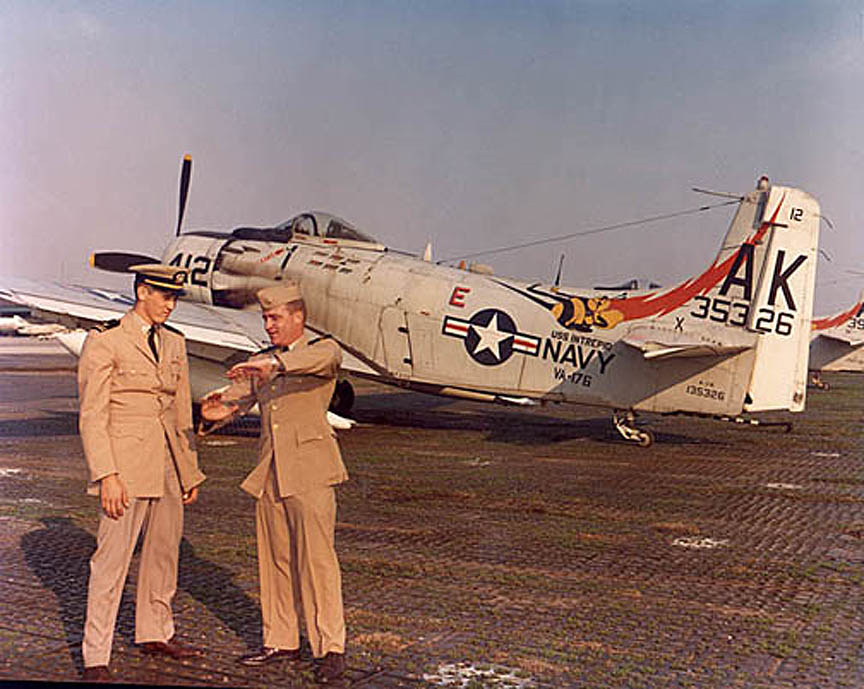
Американский лётчик показывает, как сбил на «Скайрейдере» реактивный МиГ-17

К середине 1960-х годов «Скайрейдер» мог считаться устаревшим самолётом. Несмотря на это, он продолжил свою боевую карьеру во время Вьетнамской войны. A-1 участвовали в первом налёте на Северный Вьетнам 5 августа 1964 года. ВМС США применяли одноместный вариант A-1H вплоть до 1968 года, главным образом над Северным Вьетнамом, где поршневым штурмовикам удалось сбить два реактивных истребителя МиГ-17, при этом в боях с «семнадцатыми» было потеряно от трёх до восьми A-1. ВВС США применяли как A-1H, так и двухместный A-1E. Эти самолёты проявили высокую эффективность при оказании непосредственной поддержки наземным войскам, но наибольшую известность получили благодаря участию в поисково-спасательных операциях. Низкая скорость и большое время нахождения в воздухе позволили A-1 эскортировать спасательные вертолёты, в том числе над Северным Вьетнамом. Достигнув района местонахождения сбитого пилота, «Скайрейдеры» начинали патрулирование и при необходимости подавляли выявленные зенитные позиции противника. В этой роли они применялись практически до конца войны.
За время войны два пилота «Скайрейдеров» были удостоены высшей воинской награды США — Медали Почёта. A-1 также применялся ВВС Южного Вьетнама, в которых до середины войны был основным самолётом. Потери американских «Скайрейдеров» в Юго-Восточной Азии составили 266 самолётов. Кроме того 242 «Скайрейдера» потеряла армия Южного Вьетнама. Таким образом общие потери A-1 Skyraider в Юго-Восточной Азии составили 508 самолётов, причём 36 «Скайрейдеров» были захвачены северовьетнамцами в качестве трофеев.

### Другие войны
ВВС Франции использовали A-1 во второй половине Алжирской войны; на них летали две французские эскадрильи. С конца 1960-х годов «Скайрейдеры» участвовали в гражданской войне в Чаде.

## В искусстве
Боевая служба «Скайрейдеров» запечатлена в нескольких фильмах, посвящённых Корейской и Вьетнамской войнам — «Мосты в Токо-Ри» (1953), «Зелёные береты» (1968), «Полёт „Интрудера“» (1991), «Мы были солдатами» (2002). В фильме «Спасительный рассвет» (2006) рассказывается о судьбе пилота A-1 Дитера Денглера, сбитого над Северным Вьетнамом и попавшего в плен в Лаосе; это единственный фильм, в котором использованы не настоящие A-1, а компьютерные модели.
С самолёта AD-6 велась охота за главным героем в повести Юлиана Семёнова «Он убил меня под Луанг-Прабангом».

## Тактико-технические характеристики
Приведены данные, соответствующие варианту A-1H.

### Технические характеристики
- Экипаж: 1 человек
- Длина: 11,84 м
- Высота: 4,78 м
- Размах крыла: 15,25 м
- Площадь крыла: 37,19 м²
- Масса пустого: 5430 кг
- Масса снаряжённого: 8180 кг
- Масса максимальная взлётная: 11 340 кг
- Двигатель: Райт R-3350-26WA (1×2700 л. с.)

### Лётные характеристики
- Максимальная скорость: 520 км/ч
- Крейсерская скорость: 475 км/ч
- Перегоночная дальность: 1316 миль (2118 км, 1144 морских миль)
- Практический потолок: 8660 м

### Вооружение
- Пушки: 4×20 мм
- Боевая нагрузка: до 3600 кг на 15 узлах подвески

## В Компьютерных играх
В игре War Thunder A-1H представлен как премиум самолёт IV ранга, выдававшийся за боевой пропуск "Запах Победы"